# Marko Babić
Marko Babić (ur. 28 stycznia 1981 w Osijeku) – chorwacki piłkarz grający na pozycji lewego pomocnika.
Babić piłkarską karierę zaczynał w klubie z rodzinnego miasta, NK Osijek. Do pierwszego zespołu trafił już w wieku 18 lat i zadebiutował w pierwszej lidze w 1998 roku. Zarówno w pierwszym jak i drugim sezonie w Osijeku nie grał zbyt wiele. Dopiero w sezonie 1999/2000 pokazał pełnię swoich możliwości. Dobra gra zarówno w lidze jak i chorwackiej młodzieżówce Under-21 spowodowała, że piłkarzem zainteresował się niemiecki Bayer 04 Leverkusen. Ostatecznie zimą 2000 roku Osijek sprzedał Babicia (w pakiecie z kolegą klubowym Juricą Vranješem), który kosztował Niemców 2 miliony euro. Babić dokończył jeszcze sezon w Chorwacji i dopiero w lecie trafił do Leverkusen. W Bayerze pierwsze 2 lata były trudne i Babić miał kłopoty z aklimatyzacją. Dopiero od sezonu 2002/2003 ma zazwyczaj pewne miejsce w składzie. Trudniej było także w sezonie 2004/2005, gdyż Babić przegrywał rywalizację z Jackiem Krzynówkiem. Po odejściu Krzynówka był znów podstawowym zawodnikiem i w 2006 i 2007 roku zajął 5. miejsce w lidze, a dodatkowo dotarł też do ćwierćfinału Pucharu UEFA w 2007.
Latem 2007 po zakończeniu sezonu Babić odszedł na zasadzie wolnego transferu do hiszpańskiego Realu Betis, a zimą 2009 powrócił do Niemiec i występował w Hercie Berlin. W sezonie 2009/2010 był zawodnikiem Realu Saragossa.
Do największych sukcesów Babicia na arenie klubowej należą: finał Ligi Mistrzów w 2002, finał Pucharu Niemiec w 2002 oraz wicemistrzostwo Niemiec w 2000 oraz 2002 roku. Wszystko to osiągnięte z Bayerem 04 Leverkusen.
| Sezon   | Klub                | Kraj      | Rozgrywki        | Mecze | Bramki |
| ------- | ------------------- | --------- | ---------------- | ----- | ------ |
| 1997/98 | NK Osijek           | Chorwacja | Prva HNL         | 1     | 0      |
| 1998/99 | NK Osijek           | Chorwacja | Prva HNL         | 2     | 0      |
| 1999/00 | NK Osijek           | Chorwacja | Prva HNL         | 13    | 0      |
| 2000/01 | Bayer 04 Leverkusen | Niemcy    | Bundesliga       | 3     | 0      |
| 2001/02 | Bayer 04 Leverkusen | Niemcy    | Bundesliga       | 3     | 0      |
| 2002/03 | Bayer 04 Leverkusen | Niemcy    | Bundesliga       | 25    | 3      |
| 2003/04 | Bayer 04 Leverkusen | Niemcy    | Bundesliga       | 32    | 5      |
| 2004/05 | Bayer 04 Leverkusen | Niemcy    | Bundesliga       | 29    | 1      |
| 2005/06 | Bayer 04 Leverkusen | Niemcy    | Bundesliga       | 27    | 1      |
| 2006/07 | Bayer 04 Leverkusen | Niemcy    | Bundesliga       | 25    | 2      |
| 2007/08 | Real Betis          | Hiszpania | Primera División | 10    | 0      |
| 2008/09 | Real Betis          | Hiszpania | Primera División | 2     | 0      |
| 2008/09 | Hertha BSC          | Niemcy    | Bundesliga       | 8     | 0      |
| 2009/10 | Real Saragossa      | Hiszpania | Primera División | 14    | 0      |
| 2010/11 | NK Osijek           | Chorwacja | Prva HNL         | 8     | 1      |

## Kariera reprezentacyjna
W reprezentacji Chorwacji Babić zadebiutował 8 maja 2002 roku w wygranym 2:0 meczu z reprezentacją Węgier. Został powołany do kadry na Euro 2004, ale nie zagrał tam ani jednego meczu. Na Mistrzostwach Świata w Niemczech był podstawowym zawodnikiem Chorwatów i zagrał we wszystkich 3 meczach, ale nie pomógł Chorwacji w awansie do 1/8 finału.